# Till min kära (Thor Görans-låt)
"Till min kära", skriven 1993 av Peter Grundström i Thor Görans, är en sång som Thor Görans spelade in och släppte på singel 1994. Den inspelningen testades aldrig på Svensktoppen.
En inspelning av Streaplers låg sedan på Svensktoppen i 73 veckor under perioden 16 september 1995-15 februari 1997. Det var rekord på den tiden. Inspelningen fanns även på albumet Till min kära av Streaplers 1995. Låten blev en så kallad "landsplåga" i Sverige och utsågs till "Årets svensktoppsmelodi" 1996. Låten låg under 1996 etta på Svensktoppen i 22 veckor i sträck, och rekordet direktsändes i Sveriges Radio från Kungälv. När rekordet för längst antal veckor slogs 1997 blev det återigen direktsändning i Sveriges Radio, nu från Stenungsbaden.
Jørgen de Mylius har skrivit en text på danska som heter "Til min kære". Den har bland annat spelats in av det danska dansbandet Kandis på deras album Kandis 8 från år 2000.
2007 spelade Streaplers in melodin med text på norska, på albumet På norsk där den hette "Til min kjære".
I Dansbandskampen 2008 framfördes låten av Susann Nordströms orkester. Där ersatte bandets sångerska Susann Nordström refrängens originalord "Vill du bli min egen kvinna?" med "Jag vill bli din egen kvinna".